# Jezioro Wielkie (gmina Sieraków)
Jezioro Wielkie – jezioro morenowe w woj. wielkopolskim, w powiecie międzychodzkim, w gminie Sieraków, we wsi Góra, leżące na terenie Pojezierza Poznańskiego.

## Zagospodarowanie brzegu i atrakcje turystyczne

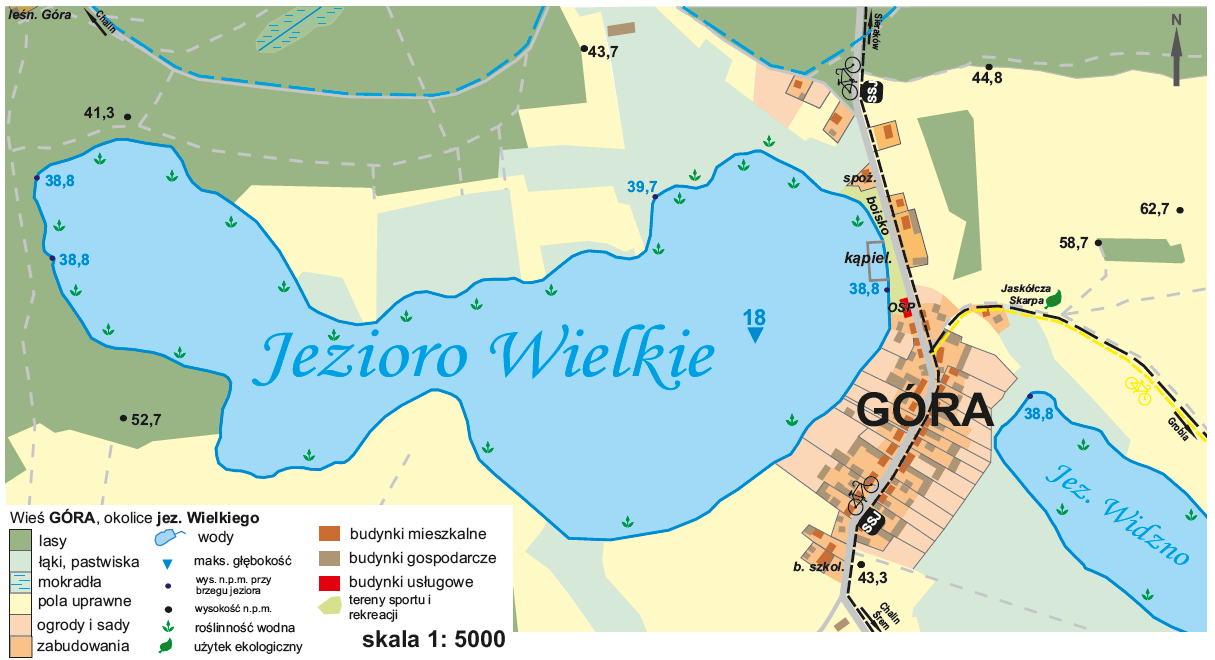
Okolice Jeziora Wielkiego - mapa
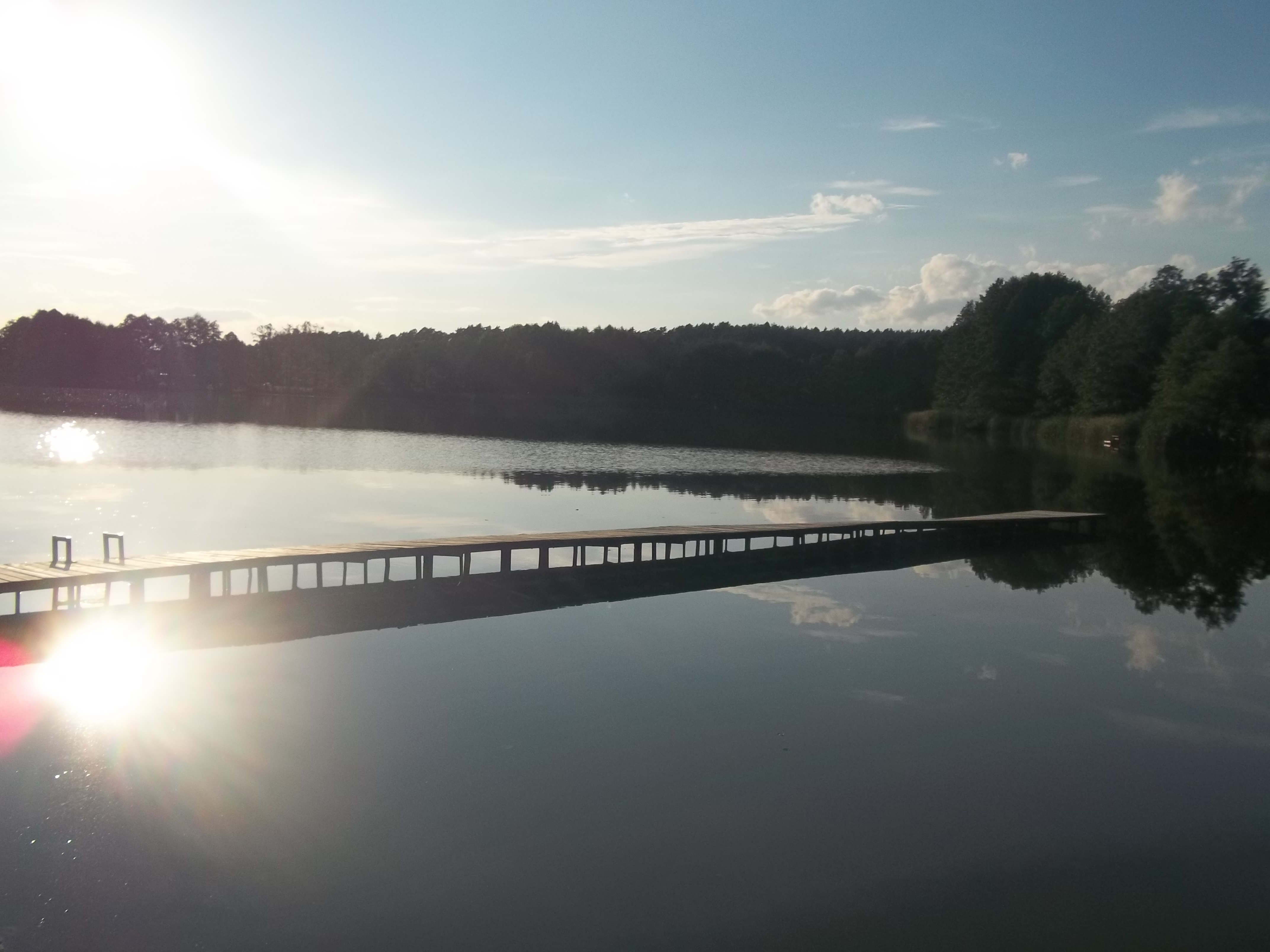
Pomosty kąpielowe

Na wschodnim brzegu jeziora znajduje się wieś Góra. Ten brzeg akwenu jest najbardziej zagospodarowany. Pomijając zabudowania mieszkalne i gospodarcze lokalnej ludności, istnieje tu także:
- niestrzeżone kąpielisko,
- plac zabaw,
- palenisko,
- wypożyczalnia sprzętu wodnego,
- boisko sportowe oraz
- OSP.

Północnym brzegiem, około 200–250 m od jeziora przebiega pieszy szlak  PTTK, biegnący z Ławicy do Sierakowa i Bucharzewa.
Około 250 m od północno-wschodniego brzegu, znajduje się leśniczówka „Góra”, przy której przecinają się 2 szlaki turystyczne
- pieszy szlak  PTTK,
- rowerowy szlak  z Sierakowa do Popowa, w gminie Międzychód.

Na zachodnim brzegu, coraz częściej lokowane są domki letniskowe osób prywatnych.

## Dane morfometryczne
Powierzchnia zwierciadła wody według różnych źródeł wynosi od 33,5 ha przez 37,14 ha do 39,0 ha.
Zwierciadło wody położone jest na wysokości 38,8 m n.p.m. lub 39,8 m n.p.m. Średnia głębokość jeziora wynosi 5,0 m, natomiast głębokość maksymalna 10,4 m lub 8,6 m.
Daje mu zarazem 10 lokatę pod względem wielkości wśród jezior gminy Sieraków oraz 5. wśród jezior wytopiskowych. Jezioro jest największym z 7 akwenów leżących w obrębie sołectwa.

## Ciekawostki
Na Pojezierzu Międzychodzko-Sierakowskim, poza jeziorem Wielkim w Górze, znajdują się jeszcze 2 inne jeziora o tej samej nazwie:
- koło Śródki – Jezioro Wielkie – o powierzchni ponad 260 ha[3]
- koło Gorzycka – Jezioro Wielkie o powierzchni prawie 70 ha[3]

Jezioro Wielkie w Górze jest zatem najmniejszym z trzech Wielkich jezior na pojezierzu.